# Mercantizare vizuală

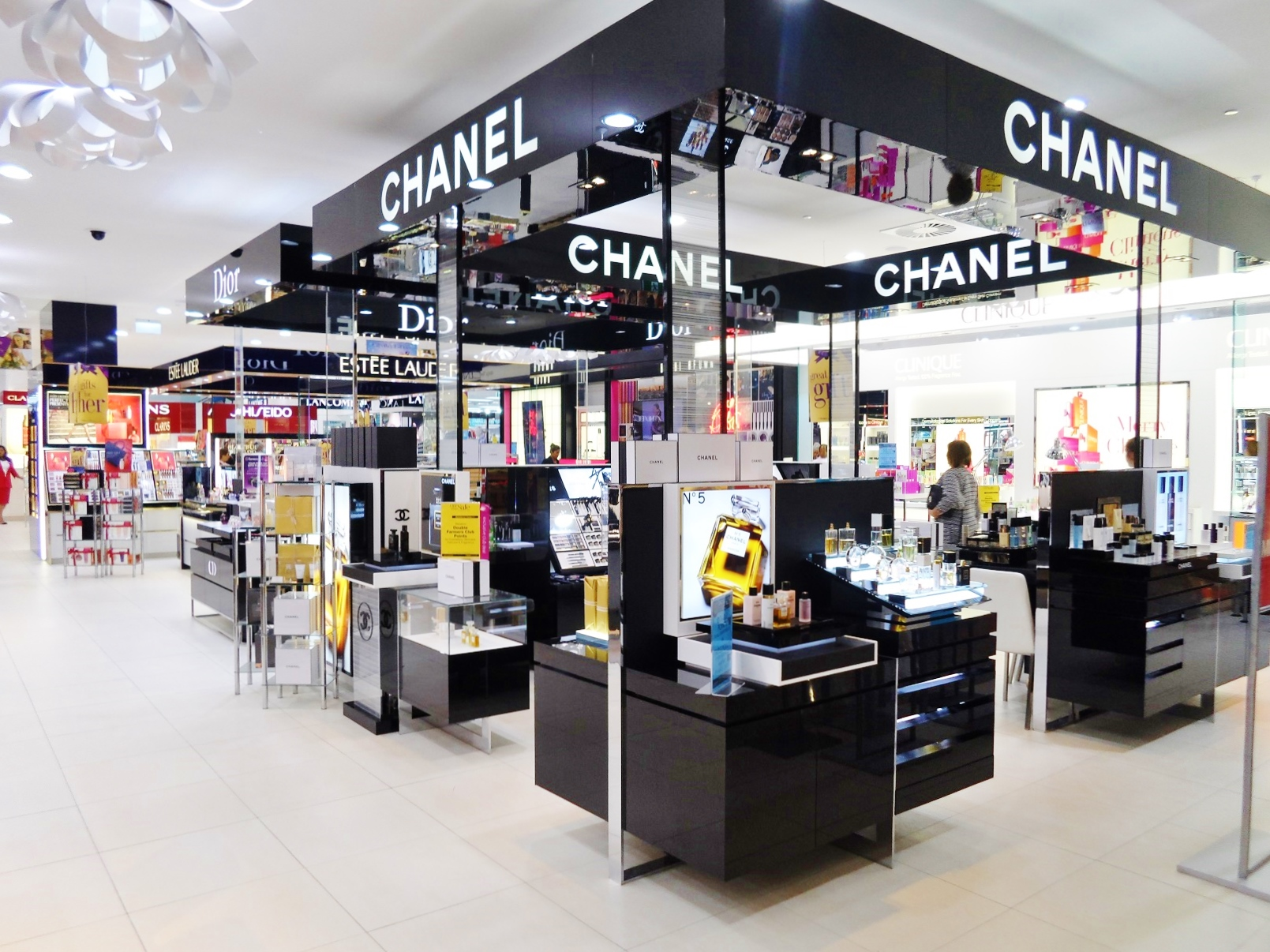
Afișarea eficientă a produselor cosmetice ajută la crearea unei imagini de lux

Mercantizarea vizuală, numită și merchandising vizual, este practica din sectorul comerțului cu amănuntul care constă în prezentarea optimizată a produselor și serviciilor pentru a evidenția mai bine caracteristicile și beneficiile acestora. Scopul acestui tip de mercantizare, este să atragă și să motiveze clientul să achiziționeze produse.
Merchandising-ul vizual se folosește de obicei în magazinele fizice, folosind un amestec de lumini, combinații de culori și articole de decor pentru a stimula observatorul și a genera interes.

## Istorie
Atunci când câteva magazine de produse neperisabile renumite în secolul al XIX-lea, cum ar fi Marshall Field & Co., și-au mutat afacerea de la comerțul en-gros la comerțul cu amănuntul, merchandising-ul vizual al bunurilor comercializate a devenit necesar pentru a atrage consumatorii. De-a lungul timpului, designul folosit în vitrine s-a mutat în interior și a devenit parte din designul general al magazinelor, reducând în cele din urmă utilizarea vitrinelor în multe centre comerciale suburbane.
În secolul al XX-lea, renumiți artiști precum  Salvador Dalí și Andy Warhol au creat vitrine.
La începutul secolului al XXI-lea, merchandising-ul vizual a devenit o știință, iar în prezent, este un element important de promovare în mediul afacerilor, utilizat pe scară largă pentru a atrage clienții și a crește vânzările.
WindowsWear este o comunitate și o bază de date centrată pe merchandising-ul vizual din întreaga lume.

### Contribuția la strategia brand-ului în contextul comerțului cu amănuntul
Merchandising-ul vizual contribuie la personalitatea unui brand, mai precis, la caracteristicile asociate cu acesta. Designul magazinului ar trebui să reflecte acest lucru, ca parte a strategiei brand-ului. Aici sunt incluse mediul din magazin și modalitățile de promovare a brand-ului, cum ar fi panourile informative și imaginile afișate în magazin. Aceste elemente vizuale joacă un rol important în construirea unui brand pentru cei care practică comerțul cu amănuntul și, prin urmare, îi ajută să se diferențieze de concurenți, creează loialitate față de brand și permite unui brand să aibă prețuri ridicate pentru produsele sale . O etapă a strategiei utilizată de brand în merchandising-ul vizual este cercetarea pieței țintă pentru a afla care sunt propriile valorile și imaginea de sine ale potențialilor clienților. Aceste informații pot permite comerciantului să se ocupe de designul unui magazin și de promovarea acestuia pentru a se potrivi clienților săi.

## Metodologie

### Tehnici
Mercantizarea vizuală sprijină vânzările cu amănuntul prin crearea unui mediu atractiv pentru client, care va maximiza evoluția și profitul companiei prin educarea clientului, plasând produsele într-un mod strategic, evidențiind și extinzând imaginea brand-ului. Vânzările stau în detalii.
Pentru ca vânzătorii cu amănuntul să obțină un avantaj competitiv pe piață, merchandising-ul vizual este un factor important și o modalitate eficientă de a adăuga valoare brand-ului. Merchandising-ul vizual atrage atenția clienților prin elemente care le stimulează simțurile, cum ar fi lumina, muzica, aromele și ecranele de televiziune. Mediul în care se află un consumator poate influența deciziile cu privire la achizițiile pe care le va face. Cercetările arată că magazinele care nu comunică eficient cu clienții lor, cum ar fi magazinele în care se practică vânzarea cu amănuntul care au o imagine necalitativă, îi pot influența negativ pe clienți și îi pot descuraja din a mai cumpăra din nou de acolo, deoarece reduc plăcerea generală generată de mersul la cumpărături . În comerțul cu amănuntul, un mediu fizic plăcut este un obiectiv primar în comunicarea cu clienții. Cercetările făcute de Thaler arată că consumatorii sunt mai dispuși să plătească un preț mai mare pentru un produs dacă produsul este achiziționat într-un mediu mai favorabil. Acest lucru îi face pe clienți să accepte mai ușor un preț mai mare decât dacă ar fi vândut într-un magazin vechi și dărăpănat.Clienții își pot forma o opinie cu privire la calitatea mărfurilor pe baza design-ului mediului din care cumpără și chiar pe baza unor factori precum abilitățile interpersonale ale angajaților și modul în care sunt tratați.
Merchandising-ul vizual se bazează pe sau sporește designul unui magazin. Este una dintre etapele finale ale amenajării unui magazin într-un mod pe care clienții îl consideră plăcut și atrăgător.
Multe elemente pot fi folosite de către comercianți în crearea unei atmosfere atrăgătoare, inclusiv culoarea, iluminarea, spațiul, informațiile despre produse, stimuli senzoriali (precum mirosul, atingerea și sunetul), dar și tehnologiile, cum ar fi ecranele digitale și echipamente interactive.
Amenajarea magazinelor se bazează în principal pe două tehnici: expuneri interioare și expuneri exterioare, cunoscute și ca proiectarea magazinului și proiectarea vitrinelor. Scopul acestor două tehnici este de a atrage atenția consumatorilor, de a-i atrage în magazin, de a-i ține în magazin cât mai mult timp posibil și de a le influența deciziile de cumpărare. Un studiu recent a constatat că aceste două tehnici au cel mai mare efect asupra cumpărăturilor impulsive; prin urmare, acestea sunt aspecte importante pentru comerciant. Tehnicile de proiectare a magazinului și de proiectare a vitrinelor pot fi folosite pentru a da un plus de farmec mediului magazinului, influențând comportamentul cumpărătorilor și deciziile acestora de cumpărare. Designul este o tehnică care poate fi utilizată pentru a îmbunătăți atmosfera și mediul general al magazinului. A avea un design atrăgător din punct de vedere vizual poate ajuta imaginii brand-ului și poate atrage clienți. Un mediu productiv, orientat către clienți, face din mersul la cumpărături o activitate mai ușoară, ceea ce încurajează cumpărarea și, cel mai important, asigură revenirea clienților. Tehnica de proiectare a vitrinelor exterioare este o metodă de a comunica cu clienții, care are la bază o combinație de lumini, culori, recuzită, text și design grafic folosite pentru a afișa bunuri, a atrage atenția clientului și a susține o bună imagine a brand-ului. Scopul principal al vitrinei este de a atrage clientul în magazin și de a-l motiva să cumpere produse.

#### Proiectarea interioară
În interiorul magazinului merchandising-ul vizual poate fi folosit pentru a capta atenția clienților în timp ce aceștia se află înăuntru, o componentă esențială în procesul de luare a deciziilor cu privire la cumpărare. Pentru a capta atenția clientului, comerciantul trebuie să ia în considerare nevoile clientului pe parcursul cumpărăturilor. Factorii care contribuie la designul general al magazinului includ configurația, designul, afișajele de la casele de marcat, dispunerea produselor, afișarea sortimentelor de produse și panourile informative. Când sunt implementați cu succes unui magazin, acești factori pot satisface nevoile consumatorului și pot oferi un mediu pozitiv în care să-ți faci cumpărăturile.

#### Amenajarea magazinului
Configurația unui magazin este un factor important pentru menținerea unei afaceri înfloritoare, care poate contribui la creșterea vânzărilor și a profitabilității. O amenajare eficace încurajează consumatorii să cumpere din întreg magazinul și să examineze o gamă largă de mărfuri. Printre cele mai comune forme de configurație ale magazinelor se numără configurația tip grilă, configurația tip pistă de curse și configurația liberă . Alegerea unei configurații potrivite depinde de tipul de magazin și de natura produselor vândute. Configurația tip grilă este în general organizată într-o formă dreptunghiulară, ceea ce permite clienților să facă cumpărături rapid și să maximizeze spațiul magazinului, ideal pentru un supermarket sau un magazin de bricolaj. Configurația tip pistă de curse își propune ca clientul să urmeze un singur drum atunci când merge prin magazin. Acest lucru este benefic, făcând consumatorul să intre în contact cu fiecare produs de pe raft. Cu toate acestea, acest lucru poate irita clienții. Aceștia pot simți că sunt forțați să urmeze un anumit drum și pot fi frustranți atunci când încearcă să ccumpere ceva rapid. Configurația liberă este potrivită pentru un magazin care încurajează plimbarea. Acest tip de configurație are o structură mai permisivă, ceea ce îl face pe client să se simtă mai puțin grăbit . Intrarea magazinului, cunoscută și sub denumirea de zonă de tranziție, este o zonă importantă. Termenul „zonă de tranziție” a fost inventat pentru prima dată de antropologul Paco Underhill. Aceasta este o zonă prin care toți clienții trec la pășirea în magazin și este semnificativă deoarece acesta este locul în care consumatorii pot observa stimulii și pot simți atmosfera generală a magazinului. Prin urmare, gândurile și impresiile pe care și le face un cumpărător despre magazin și despre brand depind de acest loc. Când clienții intră în zona de tranziție, au nevoie de timp pentru a se adapta la noul mediu, inclusiv luminile, temperatura și alte imagini vizuale și sunete. Nu este recomandat ca articolele care aduc un profit net mai ridicat să fie plasate în acea zonă, deoarece clienții le trec cu vederea, fiind preocupați de adaptarea la noii stimuli de mediu. Designul spațial al unui magazin de retail este un aspect cheie atunci când vine vorba de crearea unei experiențe plăcute și este, de asemenea, o modalitate eficientă de comunicare cu clienții. Culoarea poate fi considerată una dintre cele mai importante variabile atunci când vine vorba de ambianță în comerțul cu amănuntul. (Van Rom pay, Tania-Dijkstra, Verhoeven, & van Es, 2011). Anumite culori considerate extrem de atractive pot încuraja clienții să facă achiziții impulsive. Culorile calde precum portocaliul, roșul sau galbenul, le oferă consumatorilor un sentiment de entuziasm, dar și unul de anxietate și le distrag atenția. Persoanele care fac cumpărături din plăcere cărora le place să se simtă entuziasmate pot prefera aceste culori foarte excitante. (Van Rompay et al.,. 2011). În general, oamenii preferă culorile reci, precum verdele și albastrul și asociază aceste culori cu un sentiment de calm și siguranță. Cumpărătorii care sunt mai orientați spre rezolvarea de sarcini sunt atrași de aceste culori reci deoarece îi calmează și, de asemenea, este mai puțin probabil să le distragă atenția de la sarcina pe care o au de îndeplinit. Modul în care este amplasat mobilierul, cum ar fi rafturile, etajerele și scaunele, reprezintă o parte tangibilă din designul magazinului. Un magazin în care se pune accentul pe spațiu poate crește plăcerea clienților, la fel cum un magazin aglomerat poate avea un efect opus. (Van Rompay et al.,. 2011). Clienții orientați către sarcini consideră o configurație simplă cu un aspect aerisit cel mai eficient tip, deoarece pot localiza cu ușurință articolele pe care le doresc, fără să le stea dezordine și obstacolele inutile în cale. Acești factori simpli pot încuraja clienții să rămână mai mult timp în magazin și, prin extensie, să cheltuiască mai mult. (Van Rompay et al.,. 2011).
Manechinele
Manechinele sunt folosite de comercianții cu amănuntul de îmbrăcăminte pentru a-și expune produsele în magazin și în vitrină.  Sunt un instrument folosit pentru a le arăta consumatorilor cum arată produsele lor pe o persoană. Manechinele vor fi de obicei stilizate pentru a se potrivi cu tendințele, precum și pentru a afișa cele mai recente produse disponibile.  Un studiu a constatat că comercianții cu amănuntul au proiectat o imagine ideală pentru clienșii lor, conformă cu dimensiunea și proporțiile manechinelor. Acesta este folosit pentru a consolida și mai mult caracteristicile pieței țintă. Cu toate acestea, consumatorii consideră că mărimile manechinelor sunt nerealiste, dar preferă manechinele atunci când acestea nu au cap. Acest lucru se datorează faptului că participanții la studiu au găsit fețele manechinelor nerealiste și nu s-au putut raporta la ele.  Prin urmare, este important ca comercianții cu amănuntul să înțeleagă gândurile și opiniile consumatorilor cu privire la stimulii vizuali, cum ar fi manechinele, astfel încât să poată crea un mediu de cumpărături mai dezirabil pentru clienți.

#### Afișaj la punctul de vânzare

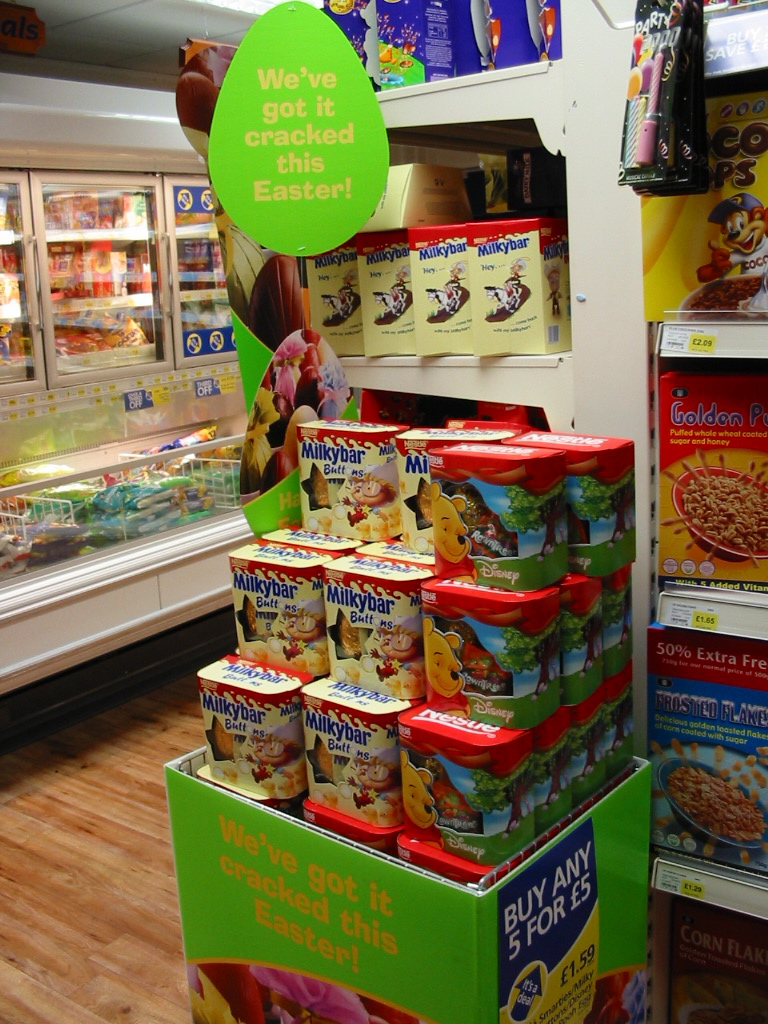
Capac la capătul unui culoar de vânzare cu amănuntul

Produsele trebuie să fie vizibile, ușor de accesat și trebuie să existe o gamă de produse din care să se poată alege. A avea produse vizibile este esențial pentru comercianții cu amănuntul, deoarece consumatorii nu numai că "cumpără ceea ce văd" dar sunt, de asemenea, capabili de a se implica în tangibil cu produsul fizic. Acest lucru creează o conexiune emoțională, care poate determina clientul să cumpere produsul. Poziționarea fizică a produsului crește, la fel și, vizibilitatea. Produsele la nivelul ochilor primesc, de asemenea, mai multă atenție. "Nivelul ochilor este nivelul de cumpărare".  Luând în considerare aceste elemente la comercializarea produselor oferă clientului un sentiment de libertate de alegere. "Mai puțin înseamnă mai mult" este un principiu cheie în vizual marchandising. Deși este important pentru consumatori să dispună de o mare varietate de stocuri și de opțiuni de produse, este, de asemenea, important să nu-i copleșească pe consumatori. Existența unui număr prea mare de opțiuni poate fi derutantă pentru consumatori, iar acest fenomen este denumit "tirania alegerii". Aranjarea stocului astfel încât să nu fie supraaglomerat și limitarea cantității de mărfuri pe podeaua magazinului sunt aspecte importante ale marchandising-ului. Magazinele supraaglomerate pot crea un sentiment de stres și anxietate, ceea ce nu încurajează consumatorul să facă cumpărături în întreg magazinul.
O selecție limitată de produse poate face mai ușoară decizia cu privire la cumpărare.  Într-un studiu realizat la un supermarket de lux din California de către psihologul Shenne Iyengar și Mark Lepper, au fost prezentate două mese cu mostre de gem, una cu 24 de arome și cealaltă cu 6 arome. Mai mulți cumpărători au fost atrași de stand cu selecția mai mare, 60%, spre deosebire de 40% atrași de selecția mai mică, dar vânzările care au rezultat au fost surprinzătoare. Doar 3% au cumpărat din selecția mai mare și 30% din selecția mai mică. 

#### Gruparea
Gruparea reprezintă promovarea obiectelor care funcționează împreună ca un set. Îi inspiră pe oameni cum să folosească produsele în viața de zi cu zi și oferă, de asemenea, sugestii de produse complementare.  Într-un magazin de modă cu amănuntul, ținutele complete pe un manechin sau plasarea topurilor lângă jachete și genți langă alte accesorii precum eșarfe și bijuterii, sunt un exemplu de grupare. Magazinul a depus deja eforturi pentru a putea viziona mai ușor aspectul pe care îl poți obține cu articolele respective. De asemenea, gruparea îndreaptă atenția asupra anumitor produse, limitând astfel selecția de produse prezentate.

#### Ambianța
Ambianța are, de asemenea, o influență mare asupra mediului magazinului. Ambianțele ar trebui să se coordoneze între ele pentru a crea o atmosfera constantă și pentru a influența pozitiv experiența de cumpărare a consumatorului și procesul acestuia de luare a deciziilor de cumpărare. Elementele vizuale precum lumina și afișajele nu sunt întotdeauna suficiente pentru a îmbunătăți atmosfera generală a magazinului și pentru a păstra atenția clienților; prin urmare, pot fi utilizate alte elemente precum muzica și parfumurile.

#### Lumina
Lumina poate fi folosită în multe feluri în magazine, de la evidențierea unui obiect sau a unei zone din magazin până la iluminarea pur și simplu a întregului magazin.  Lumina puternică poate crea un sentiment de onestitate, pozitivitate și poate favoriza achizițiile impulsive. Iluminatul poate fi folosit și pentru a evidenția aspectul magazinului și pentru a îndemna clienții să se plimbe prin magazin, expunându-i la mai multe produse.  Nivelul de luminozitate din magazin este un factor foarte important în comportamentul consumatorului și în mediul de retail, întrucât încăperile cu iluminare slabă sunt mai puțin atractive decât spațiile puternic iluminate. (Areni, 1994).  Iluminatul poate influența luarea deciziilor clientului, comportamentul și, de asemenea, mediul spațial general, deoarece iluminarea și ambianța sunt conectate. Clienții devin mai stimulați atunci când iluminarea din cameră este considerată a fi foarte puternică și accelerează ritmul în care clienții achiziționează produse. Markin a recomandat ca, pentru a încetini ritmul de cumpărături al clienților, comerciantul ar trebui să adopte o tehnică de iluminare mai blândă, care va crește timpul petrecut de clienți în magazin. (Areni, 1994). Rezultatul este o posibilă creștere a cantității de mărfuri achiziționate de clienții magazinelor. Acest lucru ne arată că diferitele niveluri de iluminare din magazin pot afecta în mod direct timpul petrecut de consumatori în magazin. (Areni, 1994).
Iluminatul din interiorul unui magazin poate fi folosit strategic pentru a evidenția produsele expuse sau pentru a crea un mediu confortabil pentru consumatori. Este un element important folosit (alături de muzică, temperatură, parfum și aspect) în comerț pentru a crea o atmosferă care se potrivește cu personalitatea mărcii.  Atmosfera unui magazin este semnificativă, deoarece s-a constatat că starea de spirit a unui client îi va afecta comportamentul de cumpărare.  Un comerciant poate folosi iluminarea slabă pentru a crea o atmosferă calmă și liniștită pentru client sau iluminarea puternică pentru a reprezenta un sentiment distractiv și vibrant asociat cu brandul.  Utilizarea strategică a luminii poate schimba starea de spirit a unui consumator și îi poate afecta subconștientul în timpul experienței de cumpărături dintr-un magazin. Un magazin cu o ambianță confortabilă și lumini puternice care evidențiază anumite produse îl va conduce pe client către aceste produse și îl va motiva să facă o achiziție. 

#### Muzica
Muzica difuzată într-un magazin poate promova imaginea unei mărci și poate, de asemenea, să contribuie la luarea deciziilor de achiziționare a consumatorilor. Muzica potrivită stilului magazinului și al publicului țintă este un factor important de luat în considerare. Muzica cu un tempo lent poate determina consumatorul să se relaxeze; prin urmare, petrece mai mult timp în magazin. Acest lucru duce la mai mult contact cu marfa și la creșterea achizițiilor . De asemenea, muzica populară pe piața țintă poate încuraja consumatorii să petreacă mai mult timp prin magazin. De exemplu, un magazin care are drept țintă piața adolescenților ar trebui să ia în considerare muzica pop, întrucât este un gen apreciat de audiențele mai tinere. Prin redarea acestui gen muzical, experiența lor la cumpărături va fi mai plăcută, ceea ce îi poate determina să rămână mai mult timp în magazin, expunându-i la mai multe produse și influențând posibilele decizii de cumpărare.

#### Mirosul
Un parfum unic într-un magazin poate diferenția o marcă de celelalte. Atunci când cumpărătorii percep acel miros în afara magazinului, li se vor declanșa anumite simțuri și își vor aminti de acea marcă și de produsele sale . De asemenea, parfumurile pot declanșa reacții emoționale, ca de exemplu:
- Lavandă, busuioc, portocală și scorțișoară – relaxează, calmează și reduce anxietatea
- Mentă, cimbru, rozmarin, grepfrut, eucalipt – întreprinzător, stimulator, sporește atracția și productivitatea
- Ghimbir, ciocolată, cardamom, lemn dulce – dragoste
- Vanilie – mângâietor și calmant
- Piper negru – stimulent sexual [14]

Răspândirea aromelor prin magazin, cum ar fi vanilie, lavandă, cimbru, rozmarin, grepfrut și eucalipt poate fi avantajoasă vânzătorului. Aceste miresme calmează, liniștesc și alină, prin urmare, stimulează consumatorul să se plimbe prin magazin, ceea ce duce la creșterea gradului de conștientizare a mărfurilor și la creșterea impulsului de cumpărare.

#### Vitrinele exterioare
Vitrinele exterioare pot fi folosite pentru a vinde produse și a atrage clienții în magazin. O vitrină atrăgătoare și inovatoare poate promova imaginea mărcii. Aceasta poate fi folosită pentru a face publicitate. Vitrinele pot ajuta consumatorii și trecătorii să înțeleagă ce bunuri se vând în magazin.  De asemenea, sunt o modalitate eficientă de promovare a tendințelor în materie de modă și de a oferi informații utile publicului țintă. 

##### Vitrina
Merchandisingul vizual este un instrument multisenzorial folosit de comercianții cu amănuntul pentru a capta atenția clienților și a-i atrage în magazin pentru a face o achiziție.  Primul element de merchandising vizual pe care clienții îl întâmpină când vine vorba de o marcă este vitrina. Vitrinele  constituie primul pas spre atragerea clienților într-un magazin și sunt, de asemenea, folosite ca instrument de marketing pentru a comunica consumatorilor imaginea mărcii, precum și pentru a se distinge de concurenții săi. 
Vitrina este de mare importanță prin faptul că aceasta constituie un prilej de crea o legătură intre consumatori și brand. Generând interes sau curiozitate prin intermediul vitrinei, o marcă poate lăsa o impresie asupra consumatorului și, în plus, consumatorul își poate da seama de calitatea și caracteristicile produselor pe care marca le are de oferit. O vitrină atrăgătoare poate duce la dorința de a cumpăra produse de la acea marcă și, prin urmare, poate contribui la generarea de vânzări.  
Un studiu din Nottingham, Anglia, realizat de comerciantul de produse farmaceutice și de înfrumusețare Boots, a constatat că produsele expuse într-o vitrină cresc atât vânzările produselor respective, cât și pe ale celor cu un nivel scăzut de vânzări. În general, magazinele care au avut o vitrină, au avut o creștere semnificativă a vânzărilor în comparație cu cele care nu au avut. 

##### Culorile
Culoarea este un instrument eficient pentru afișajul exterior. Poate contribui la aspectul creativ al vitrinelor de exterior și poate avea un efect unic asupra consumatorului. Utilizarea culorii poate crea atmosferă, poate capta atenția trecătorilor și îi poate atrage în magazin. Culorile pot provoca emoții diverse. De exemplu, albastrul poate transmite o senzație de calm, verdele și maroul pot transmite o stare de odihnă, culorile calde precum roșu, portocaliu și galben pot provoca reacții incitante, vesele, prietenoase, vibrante, vizibile, violetul poate da senzația de eleganță și rafinament, în timp ce nuanțele de gri pot crea o atmosferă deprimantă, monotonă.  Utilizarea culorilor asociate unui anumit produs sau reprezentare a mărcii este, de asemenea, o tehnică utilă în decorarea vitrinelor. De exemplu, folosirea culorilor neutre precum verde și maro atunci când se promovează produse ecologice este o alegere bună, deoarece oferă un aspect pământesc, relaxant; prin urmare, consumatorul percepe acele produse ca fiind prietenoase cu mediul. 
Culoarea este un instrument important folosit în merchandising-ul vizual. Poate fi utilizată pentru a influența comportamentul consumatorilor și pentru a provoca diferite reacții.   Fiecare culoare le poate transmite consumatorilor o emoție diferită. Astfel, comercianții vor folosi culorile în mod selectiv pentru a-i determina pe consumatori să facă asocieri cu produsele expuse.   Culorile luminoase și calde, cum ar fi roșu și galben, pot fi folosite pentru a atrage atenția și pentru a intriga privitorul.   Culorile mai reci, precum albastru și verde, îi transmit privitorului sentimente de calm și liniștite, în timp ce violetul dă senzația de rafinament și eleganță.  Amestecul de culori pentru crearea un fundal contrastant cu produsele expuse poate atrage consumatorii în număr semnificativ.  Comercianții cu amănuntul internaționali trebuie să aleagă cu grijă culorile utilizate în merchandising-ul vizual, deoarece acestea au semnificații diferite în funcție de țară. De exemplu, roșul este văzut ca un simbol al norocului și al bogăției în multe țări asiatice, în timp ce în țările occidentale reprezintă pericol și emoție.  Prin urmare, comercianții cu amănuntul internaționali nu pot folosi un singur set de culori pentru merchandising-ul lor vizual în toate magazinele deținute în întreaga lume.

##### Grafică, fotografie și signalistică
Utilizarea graficii și a fotografiei în vitrine este o modalitate eficientă de a comunica informații consumatorului. Cea mai frecventă formă de comunicare în vitrine este prin text și panouri informative, în special atunci când se anunță o vânzare sau o promoție. Această tehnică se adresează în mod normal clienților orientați spre prețuri, care caută în mod constant chilipiruri. Textul și grafica colorată și evidentă sunt folosite pentru a capta atenția acestor consumatori.[24] Afișul trebuie să comunice un mesaj scurt și clar, care să fie în concordanță cu modul de comunicare de marketing al mărcii. Din punct de vedere vizual, panoul informativ trebuie să fie atrăgător pentru ochi și ușor de citit. O modalitate eficientă de utilizare a panourilor informative în ferestre este folosirea unui vinil autoadeziv decupat pe fereastră. De asemenea, pot fi folosite panouri mici în vitrină pentru a comunica prețul unui bun sau reducerea. Fotografia poate fi folosită într-o vitrină pentru a pune în valoare tema acesteia sau pentru a pune în valoare campaniile publicitare ale mărcii[...].

##### Iluminat
Iluminatul este o altă tehnică ce poate fi utilizată pentru a pune în valoare vitrinele. Acesta poate fi utilizat pentru a evidenția anumite produse, pentru a crea o perspectivă și o atmosferă pentru vitrină[14]. Este un mijloc eficient, deoarece poate fi utilizat atât pentru a evidenția un produs pe timp de zi, cât și pe timp de noapte. Intensitatea și culorile iluminatului pot fi ajustate pentru a se potrivi cu atmosfera dată de vitrină. Încă o dată, culorile diferite declanșează emoții diferite și, prin urmare, creează stări de spirit diferite.

##### Afișaje sezoniere
Ajustarea vitrinelor pe baza evenimentelor sezoniere, a datelor calendaristice și a sărbătorilor bazate pe consum, cum ar fi Crăciunul, Ziua Îndrăgostiților și Ziua Tatălui, poate fi o abordare utilă pentru a încuraja cumpărăturile consumatorilor. Alegerea unor produse care se potrivesc sezonului pentru a fi expuse în vitrină poate reaminti consumatorilor să cumpere cadouri și poate oferi idei de cadouri pentru sărbătoarea respectivă.

##### Tendințele modei
Vitrinele pot fi folosite pentru a stabili tendințe. Prin urmare, designerii de vitrine trebuie să fie întotdeauna cu un pas înaintea tendințelor și să prezică viitoarele mișcări ale modei. Marfa trebuie să fie capabilă să direcționeze aceste tendințe către publicul țintă și să fie capabilă să le comunice într-un mod pe care publicul să-l înțeleagă. Îmbrăcămintea trebuie să fie aranjată pe manechine în mod corespunzător, cu haine de ultimă oră, pentru a atrage atenția consumatorilor asupra magazinului.

### Planograma
O planogramă de etaj îi ajută pe comercianții vizuali să găsească cel mai bun loc pentru articole de îmbrăcăminte, în funcție de culorile hainelor și a încălțămintei din magazin, aceasta fiind un fel de grafic pe etaj pentru a asortarea mărfii. Un alt instrument valoros este o planogramă, pentru a determina aspectul vizual al fluxului magazinului dumneavoastră.

## Forme

### Vitrine
Vitrinele pot comunica stilul, conținutul și prețul. 
Vitrinele sunt adesea folosite de magazine pentru a atrage clienții în magazin. Comercianții vizuali din magazine vor stiliza vitrina în tendințele sezonului curent - adesea incluzând manechine complet îmbrăcate, precum și accesorii pe plinte sau agățate de echipamente special destinate expunerii.
Un studiu din 2002 ( Sen et al., 2002) a constatat că retailerii de îmbrăcăminte vor avea cel mai mare succes in a-și atrage clienții în magazinul lor, concentrându-se pe comunicarea tendințelor actuale de modă ți sugerând styling-ul si asigurându-se ca au o imagine puternică a magazinului prezentată în vitrină. Studiul efectuat de Sen et al.'s a fost o analiză în profunzime a diferiților factori al expunerii la vitrină, iar descoperirile aduc la dezbatere faptul că stilul si expunerea hainelor în loc de elemente atmosferice joacă un rol important în comportamentul clienților și în achiziționarea produselor .
Vitrinele pot fi, de asemenea, folosite pentru a anunța vânzările sezoniere sau pentru a informa trecătorii despre alte promoții curente. 

### Mercantizarea produselor alimentare
Restaurantele, magazinele alimentare, magazinele de proximitate etc. utilizează mercantizarea vizuală ca un instrument de diferențiere pe o piață saturată. 